# Johann Lorenz von Mosheim
Johann Lorenz von Mosheim, född 9 oktober 1693  i Lübeck, död 9 september 1755 i Göttingen, var en tysk luthersk teolog.
Johann Lorenz von Mosheim studerade i Kiel, blev 1723 teologie professor i Helmstedt samt 1747 förste teologie professor och kansler vid Göttingens universitet, till vars stiftande (1733) och ordnande han medverkat. Mosheim har arbetat inom alla teologiska discipliner med undantag av gammaltestamentlig exegetik, men är betydelsefull företrädesvis som kyrkohistoriker. Med skäl betecknas han som den nyare kyrkohistoriens fader. 
Bland hans verk märks först och främst "Institutionum historias ecclesiasticce antiquce et recentioris libri IV" (1755; tysk översättning i sju band, 1786-96) samt "Dissertationes ad historiam ecclesiasticam pertinentes" (1732-43). Bland Mosheims övriga skrifter märks det omfångsrika arbetet "Sittenlehre der Heiligen Schrift". Av hans berömda predikningar "Heilige reden" (1725 ff.) utkom flera samlingar och upplagor. Sina homiletiska grundsatser har han uttalat i företalen till dessa samt i "Anweisung erbaulich zu predigen" (2:a uppl. 1771).